# Magila
Magila ist eine Stadt im Osten von Tanzania. Sie liegt im Distrikt Muheza, der ein Teil der Region Tanga ist. Magila liegt am südlichen Hang des Mlinga Berges (Höhe: 683 m) und ist Hauptort der gleichnamigen Gemeinde („Ward“).
Während der deutschen Kolonialzeit war der Ort Station der britischen „Universities Mission“ und Plantagenstandort der Deutsch-Ostafrikanischen Plantagengesellschaft.